# コートジボワールのサッカー選手一覧
コートジボワールのサッカー選手一覧（コートジボワールのサッカーせんしゅいちらん）は、コートジボワール出身のサッカー選手の一覧である。Category:コートジボワールのサッカー選手も参照。
この項目はCategoryではないので、記事の無い選手については赤リンクや仮リンク、簡単な説明の併記なども可能。

## ア - オ
- カンガ・アカレ
- ベルナール・アルー
- フェリックス・エティアン
- エマニュエル・エブエ

## カ - コ
- サロモン・カルー
- ボナベントゥル・カルー
- フシン・カルジャ
- ブレーズ・クアッシ
- アブドゥル・カデル・ケイタ
- アルナ・コネ
- バカリ・コネ
- アクセル・コナン

## サ - ソ
- ブバカル・サノゴ
- ドナール・オリビエ・シエ
- フランク・ジャ・ジェジェ
- セク・シセ
- マルク・ゾロ
- ブバカル・サノゴ
- ディディエ・ゾコラ

## タ - ト
- アリュナ・ダンダン
- ジャン・ジャック・ティジエ
- アルナ・ディンダン
- コロ・トゥーレ
- ヤヤ・トゥーレ
- ディディエ・ドログバ
- ドゥンビア・セイドゥ

## ナ - ノ
- ジェラール・ニャンオン
- アントワーヌ・ヌゴッサン

## ハ - ホ
- イブラヒマ・バカヨコ
- コン・ハメド
- エメルス・ファエ
- アルチュール・ボカ

## マ - モ
- クリスティアン・マンフレディーニ
- アブドゥライエ・メイテ

## ヤ - ヨ
- ジレ・ヤピ
- ロマリッチ
- ジェルヴィーニョ